# Lễ cúng ông táo
Hàng năm, theo quan niệm của người Việt thì đúng vào ngày 23 tháng Chạp âm lịch, là ngày Táo Quân cưỡi cá chép bay về trời để bẩm báo mọi việc lớn nhỏ xảy ra trong gia đình của gia chủ cho Ngọc Hoàng. Cho đến đêm Giao thừa Táo Quân sẽ quay về hạ giới để tiếp tục công việc trông coi bếp lửa của mình.

## Nguồn gốc

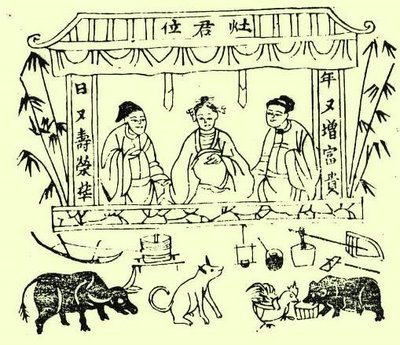
Táo quân Việt Nam, hình vẽ thế kỷ 19

## Lễ vật

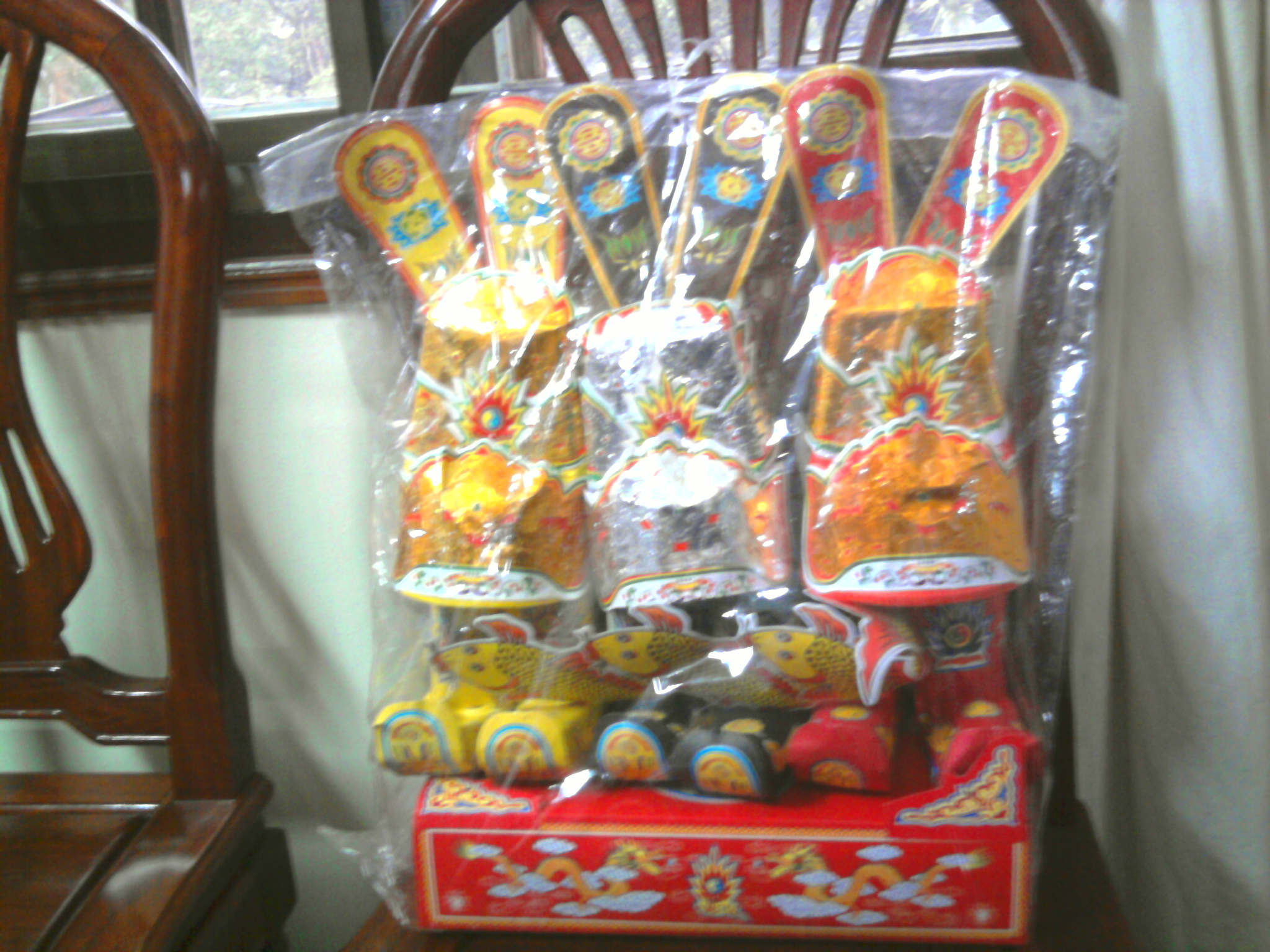
Mũ ông Công - ông Táo gồm ba chiếc (hai mũ đàn ông và một mũ đàn bà)